# Icterus bonana
Icterus bonana là một loài chim trong họ Icteridae.